# 秦鏞
秦镛，字大音，号若水，直隸無錫縣人，明末政治人物。

## 生平
崇禎三年（1630年）庚午科順天鄉試七十二名舉人。崇祯十年（1637年）丁丑科进士，都察院觀政，本年十月任江西清江县知县，十六年欽補蓬莱知县，十七年考选河南道御史，官至（南明）河南道监察御史。著有《易序图说》。

## 家族
曾祖秦梁，嘉靖丁未会魁、江西右布政；祖秦爕，郡庠生；本生祖秦焯，上林苑署丞，俱赠征仕郎；父秦尔载，庠生。